# Skamokawa Valley
Skamokawa Valley  est une census-designated place américaine de l'État de Washington dans le comté de Wahkiakum. 
La population était de 401 habitants en 2010.